# Siczki
Siczki – wieś w Polsce położona w województwie mazowieckim, w powiecie radomskim, w gminie Jedlnia-Letnisko. Ma status sołectwa.
Królewska osada młyńska, kuźnicza Siczek, położona była w drugiej połowie XVI wieku w powiecie radomskim województwa sandomierskiego.
W latach 1958–1969 w granicach osiedla Jedlnia-Letnisko.
W latach 1945–1975 miejscowość administracyjnie należała do województwa kieleckiego, następnie W latach 1975–1998 do województwa radomskiego.
Wieś położona na leśnej polanie, otoczona z trzech stron lasem, strona południowa zamknięta jest drogą wojewódzką nr 737 (Radom-Kozienice). Wzdłuż drogi, po północnej stronie, rzeka Gzówka, na której został stworzony sztuczny zbiornik wodny wraz z mniejszym zbiornikiem dolnym. Najbardziej wysunięte na południowy wschód zabudowania, niemal przylegają do dolnego zbiornika, oddzielone jedynie szosą.
Północna granica polany, to Puszcza Kozienicka. Istnieje pas ochronny obejmujący kilkaset metrów polany, w którym obowiązują szczególne przepisy odnośnie do zagospodarowania przestrzennego. Większość polany pokrywają pola uprawne oraz łąki. Przy Puszczy rośnie kilka niewielkich prywatnych lasów.
Rzeźba terenu to prawdopodobnie morena denna, niewielkie wzniesienia o małym kącie nachylenia. Również teren pobliskiej Puszczy to niewielkie wzniesienia maks. ok. 20 metrów (relatywnie od poziomu gruntu). Najwyższy punkt polany, to 162 m n.p.m.
Wierni Kościoła rzymskokatolickiego należą do parafii św. Józefa Oblubieńca Najświętszej Maryi Panny w Jedlni-Letnisku.

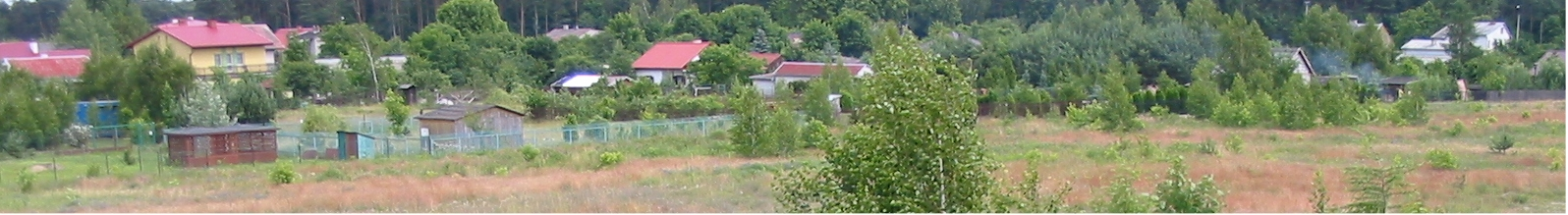
Lokalna zabudowa